# Strictement personnel
Pour plus de détails, voir Fiche technique et Distribution.
Strictement personnel est un film français réalisé par Pierre Jolivet sorti en 1985.

## Fiche technique
- Réalisation : Pierre Jolivet
- Scénario : Bernard Balavoine, Luc Béraud, Pierre Jolivet et Christiane Krüger
- Musique : Serge Perathoner
- Genre : policier
- Pays de production :  France
- Durée : 80 min
- Date de sortie : 21 août 1985

## Distribution
- Pierre Arditi : Jean Cottard
- Jacques Penot : Benoît
- Caroline Chaniolleau (de) : Hélène
- Robert Rimbaud : le père
- Jean Reno : le détective Villechaize
- Maurice Baquet : le concierge
- Michel Fortin : Georges Landrin
- Jean Bouise : le commissaire
- François Berléand : Gérard
- Valentina Vargas : la masseuse
- Raymond Aquilon : le réceptionniste

## Affiche
L'affiche du film a été créée par Enki Bilal.